# Ріроріро білочеревий
Ріроріро білочеревий (Gerygone inornata) — вид горобцеподібних птахів родини шиподзьобових (Acanthizidae). Мешкає на Малих Зондських островах.

## Опис
Голова і спина сірі, дзьоб і кінчики крил чорні, живіт і груди білі.

## Поширення
Білочеревий ріроріро мешкає на двох великих островах Тимор і Ветар, а також на кількох менших островах: на Атауро, Саву, Роті й Семау. Живе в рівнинних сухих тропічних лісах і чагарниках. На Атауро птах мешкає також в гірських лісах на висоті до 1000 м над рівнем моря.